# Pont mégalithique de Lablachère
Le pont mégalithique de Lablachère est un ouvrage en pierres sèches permettant le passage sur le ruisseau Masseloup, un affluent du ruisseau de Sébézol. Situé sur le territoire de la commune de Lablachère, en Ardèche, il est principalement utilisé en période de fortes pluies d'octobre, novembre et avril.

## Situation
Le site est accessible depuis le carrefour des Quatre routes, au centre du village. Un panneau routier indique le pont mégalithique, jusqu'au au lieu-dit Le Péage, puis le carrefour La Croisette. Un sentier fléché au niveau de ce carrefour permet de se rendre sur le site.
Le pont mégalithique, très ancien, est un des rares ouvrages de ce type en Europe. Dénommé sous le terme local du Pontet mais aussi « Pont de Barcelone », il enjambe un ruisseau, affluent du Sébézon, qui coule de façon épisodique au gré des saisons, au lieu-dit Le Prieuré.

## Description

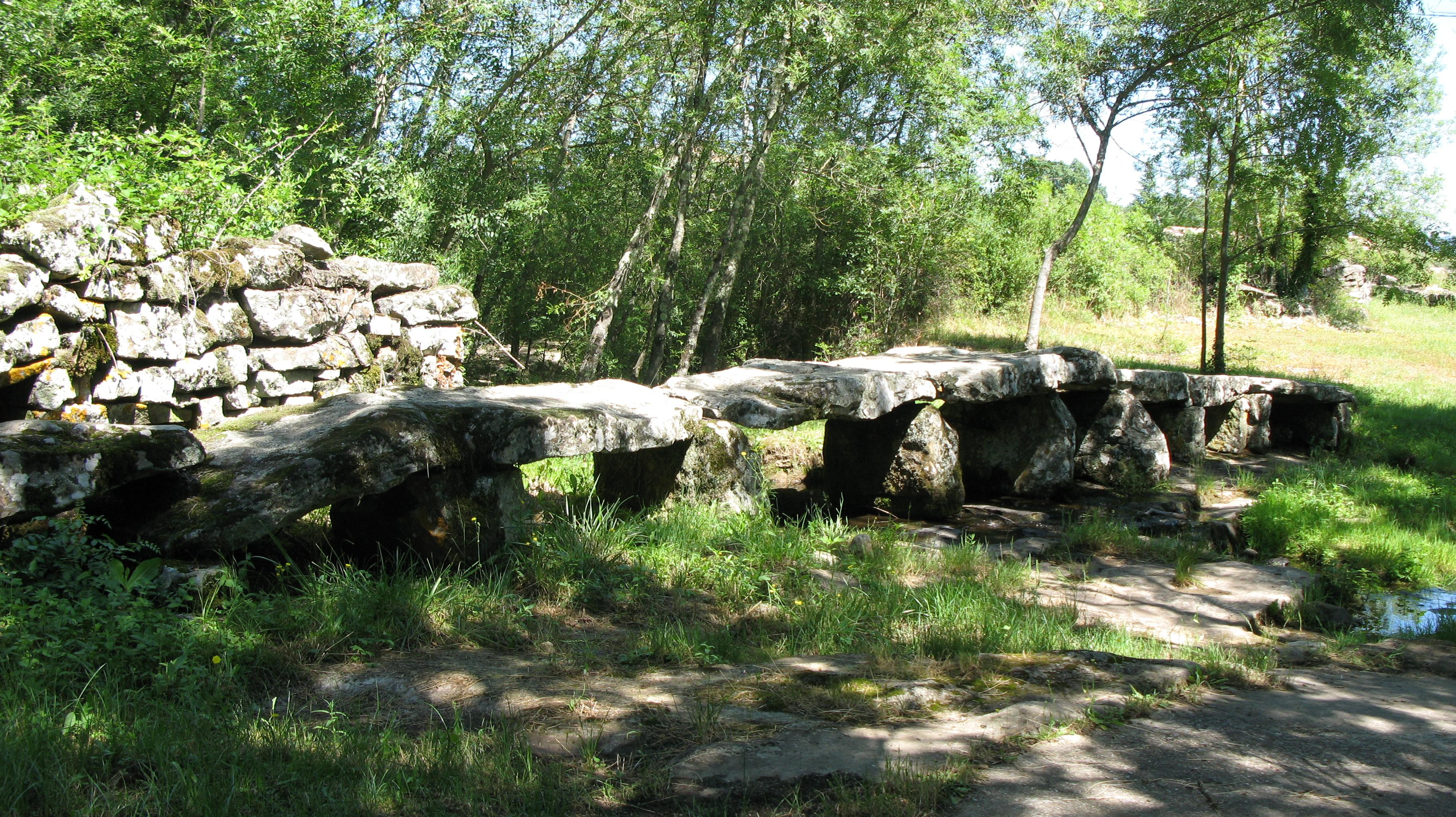
Autre vue du pont

Les quinze blocs de grès constituant cet édifice ont été trouvés dans son environnement immédiat. Les dalles verticales sont surmontées de plaques horizontales du même matériau et posées côte à côte. Celles-ci permettent un passage utile de 0,50 m maximum au joint à 1,80 m maximum au milieu de certaines dalles.
Les onze piliers ne sont ni enterrés, ni même ancrés dans le sol, mais reposent simplement sur la roche qui affleure à cet endroit. L’ingéniosité de la construction réside dans la taille de ces piliers qui sont ajustés aux irrégularités du sol existant. 
La hauteur de passage au-dessus de l'eau est estimée à environ 0,80 m, mais compte tenu de la forme descendante à chaque extrémité de l'ouvrage, la hauteur utile de passage est nettement inférieure, tout en convenant au débit du ruisseau.

## Datation
Ce pont est constitué de pierres sèches mais sa construction n’a pas pu être datée.

## Protection
Situé sur le territoire d'une commune riche en mégalithes (plus de 300 dolmens y ont été recensés), sa rareté lui a valu d’être inscrit à l’inventaire des monuments du département de l’Ardèche.